# Cory McGee
Cory McGee (Fairfax, Virginia; 29 de mayo de 1992) es una atleta de fondo estadounidense especializada en medias distancias (800 y 1500 metros).

## Biografía
McGee fue dos veces campeón estatal de atletismo en la escuela secundaria de Misisipi en Pass Christian. Corrió en el 2010 Adidas Jim Ryun Boys Dream Mile en la entonces prueba neoyorquina de la Liga de Diamante. McGee terminó novena en el Campeonato Mundial Juvenil de Atletismo de 2009 en los 1500 metros, con un tiempo de 4:30,20 segundos.
McGee se postuló para la Universidad de Florida, donde fue subcampeona de la National Collegiate Athletic Association (NCAA) y diez veces campeona de Atletisom de la División I de la NCAA, reconocida por la U.S. Track & Field and Cross Country Coaches Association (USTFCCCA).
Desde 2014 está espondorizada por New Balance y reside en Boulder (Colorado).

## Carrera deportiva
McGee fue subcampeona del Campeonato Mundial Juvenil al Aire Libre de la USATF de 2009, en los 1500 metros, con un tiempo de 4:25,98 minutos. Después de tal hazaña, llegaba a un noveno puesto, con 4:30,20 minutos de carrera, en el Campeonato Mundial Juvenil de Atletismo de 2009 que se celebraba en Bressanone (Italia), en representación del equipo estadounidense.
Tras la medalla de plata de 2009, y un bronce en 2010, para 2011 conseguía escalar en el podio y lograr el oro, nuevamente en 1500 metros, con un tiempo algo menor, de 4:21,91 segundos. Posteriormente, ganó en el Campeonato Panamericano Juvenil de Atletismo representando a Estados Unidos, con uno de los tiempos más lentos de su carrera deportiva: 4:35,46 minutos.
McGee terminó tercera en los 1500 metros en el Campeonato de Pista y Campo al Aire Libre de los Estados Unidos en 2013, lo que le permitió representar a su país en el posterior Campeonato Mundial de Atletismo que iba a tener lugar en Moscú (Rusia). Terminó novena en su serie clasificatoria (H2), con un tiempo de 4:12,33 minutos.
En 2014 terminó séptima en los 1500 metros del Campeonato de Pista y Campo al Aire Libre de Estados Unidos. Al año siguiente no mejoró la marca, bajando hasta el undécimo puesto. Para 2015 participó en los Juegos Panamericanos celebrados en Toronto (Canadá), donde se quedó a centésimas del podio, siendo cuarta con un tiempo de 4:11,12 segundos.
Para 2016, McGee ganaba la plata en los 1500 metros en el Campeonato de Pista y Campo al Aire Libre de Estados Unidos, corriendo 4:09,97 minutos. Más tarde quedaba decimotercera en el Campeonato Mundial de Atletismo en Pista Cubierta que tuvo lugar en Portland, con un tiempo de 4:11,62 minutos.
En mayo de 2017 corrió en la Diamond League Shanghai, prueba que se celebraba en China y estaba enmarcada dentro de la Liga de Diamante de ese año. Acabó decimocuarta, con tiempo de 4:09,94 minutos.
En junio de 2021 corrió en nuevamente en la Liga de Diamante en su prueba Herclus EBS, que se celebraba en Mónaco. Como prueba única, McGee corrió con un tiempo de 4:04,20 minutos, que la dejó en undécima posición. Semanas después, viajó con la expedición atlética de los Estados Unidos hasta Japón, para participar en sus primeros Juegos Olímpicos. En la primera carrera consiguió acabar octava (4:05,15 minutos), clasificándose para las semifinales. En la primera de las dos pruebas intermedias, acabó undécima, corriendo 4:10,39 minutos. Aunque por posición quedaba fuera de la clasificación directa, al conseguir uno de los mejores tiempos (qr) alcanzó el pase a la final. Ya en la última carrera, aunque mejoró sus tiempos, no pudo pasar del duodécimo puesto, con una marca de 4:05,50 minutos.

## Resultados por competición

### Por temporada
| Representando a Estados Unidos | Representando a Estados Unidos                    | Representando a Estados Unidos | Representando a Estados Unidos | Representando a Estados Unidos | Representando a Estados Unidos |
| ------------------------------ | ------------------------------------------------- | ------------------------------ | ------------------------------ | ------------------------------ | ------------------------------ |
| Año                            | Competición                                       | Lugar                          | Puesto                         | Modalidad                      | Marca (min.)                   |
| 2009                           | Campeonato Mundial Juvenil de Atletismo           | Bresanona                      | 9.ª                            | 1500 m                         | 4:30,20                        |
| 2011                           | Campeonato Panamericano Juvenil de Atletismo      | Miramar                        | 1.ª                            | 1500 m                         | 4:35,46                        |
| 2013                           | Campeonato Mundial de Atletismo                   | Moscú                          | 9.ª (H2)                       | 1500 m                         | 4:12,33                        |
| 2015                           | Juegos Panamericanos                              | Toronto                        | 4.ª                            | 1500 m                         | 4:11,12                        |
| 2016                           | Campeonato Mundial de Atletismo en Pista Cubierta | Portland                       | 13.ª                           | 1500 m                         | 4:11,62                        |
| 2017                           | Liga de Diamante - Diamond League Shanghai        | Shanghái                       | 14.ª                           | 1500 m                         | 4:09,94                        |
| 2021                           | Liga de Diamante - Herculis EBS                   | Mónaco                         | 11.ª                           | 1500 m                         | 4:04,20                        |
| 2021                           | Juegos Olímpicos                                  | Tokio                          | 12.ª                           | 1500 m                         | 4:05,50                        |
| 2022                           | Campeonato Mundial de Atletismo                   | Eugene                         | 10.ª                           | 1500 m                         | 4:03,70                        |

### Mejores marcas
| Disciplina                              | Marca         | Lugar           | Fecha                 |
| --------------------------------------- | ------------- | --------------- | --------------------- |
| 800 metros (exterior)                   | 1:59,17 min.  | Portland        | 29 de mayo de 2021    |
| 800 metros (pista cubierta)             | 2:02,20 min.  | Boston          | 27 de enero de 2017   |
| 1500 metros (exterior)                  | 4:00,67 min.  | Portland        | 21 de junio de 2021   |
| 1500 metros (pista cubierta)            | 4:04,75 min.  | Boston          | 1 de febrero de 2020  |
| 3000 metros (pista cubierta)            | 9:10,48 min.  | College Station | 28 de febrero de 2014 |
| 5000 metros (exterior)                  | 16:03,06 min. | Lexington       | 18 de mayo de 2014    |
| 4 x 800 metros relevos (exterior)       | 8:30,15 min.  | Gainesville     | 6 de abril de 2013    |
| 4 x 800 metros relevos (pista cubierta) | 11:11,92 min. | Nueva York      | 4 de febrero de 2011  |